# اولیا

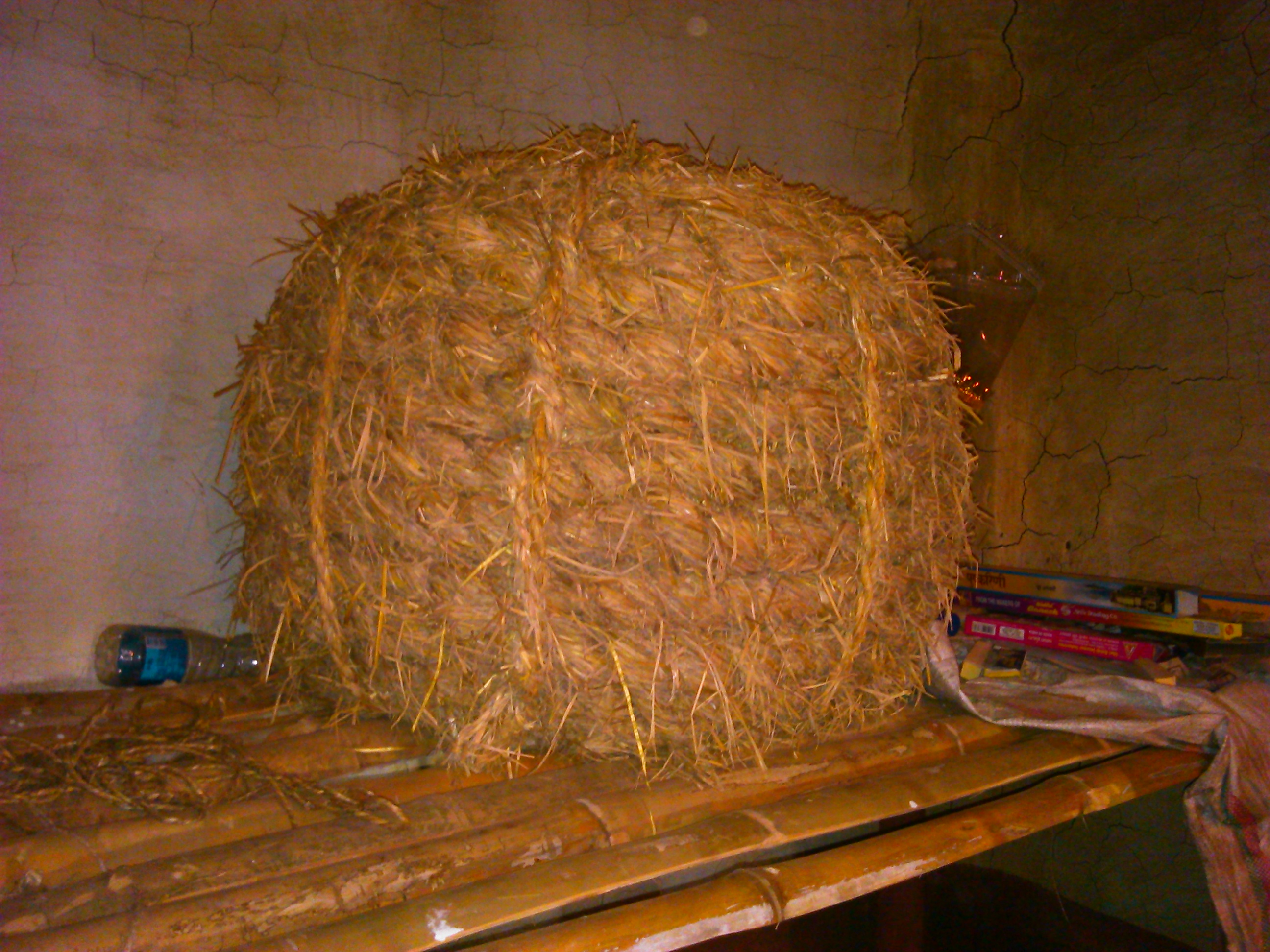
اولیایی که در جشنواره قبیله Bhubaneswar به نمایش گذاشته شده‌است

اولیا (اودیا: ଓଳିଆ) یک ظرف بسته‌است که از نی یا بامبو ساخته می‌شود. به‌طور سنتی از الیا برای ذخیره برنج و ذرت استفاده می‌کنند. از آن در مناطق قبیله ای اودیشا و سایر ایالات هند استفاده می‌شود. در درجه اول از آن برای حفظ دانه‌ها استفاده می‌کنند.

## نحوه ساخت

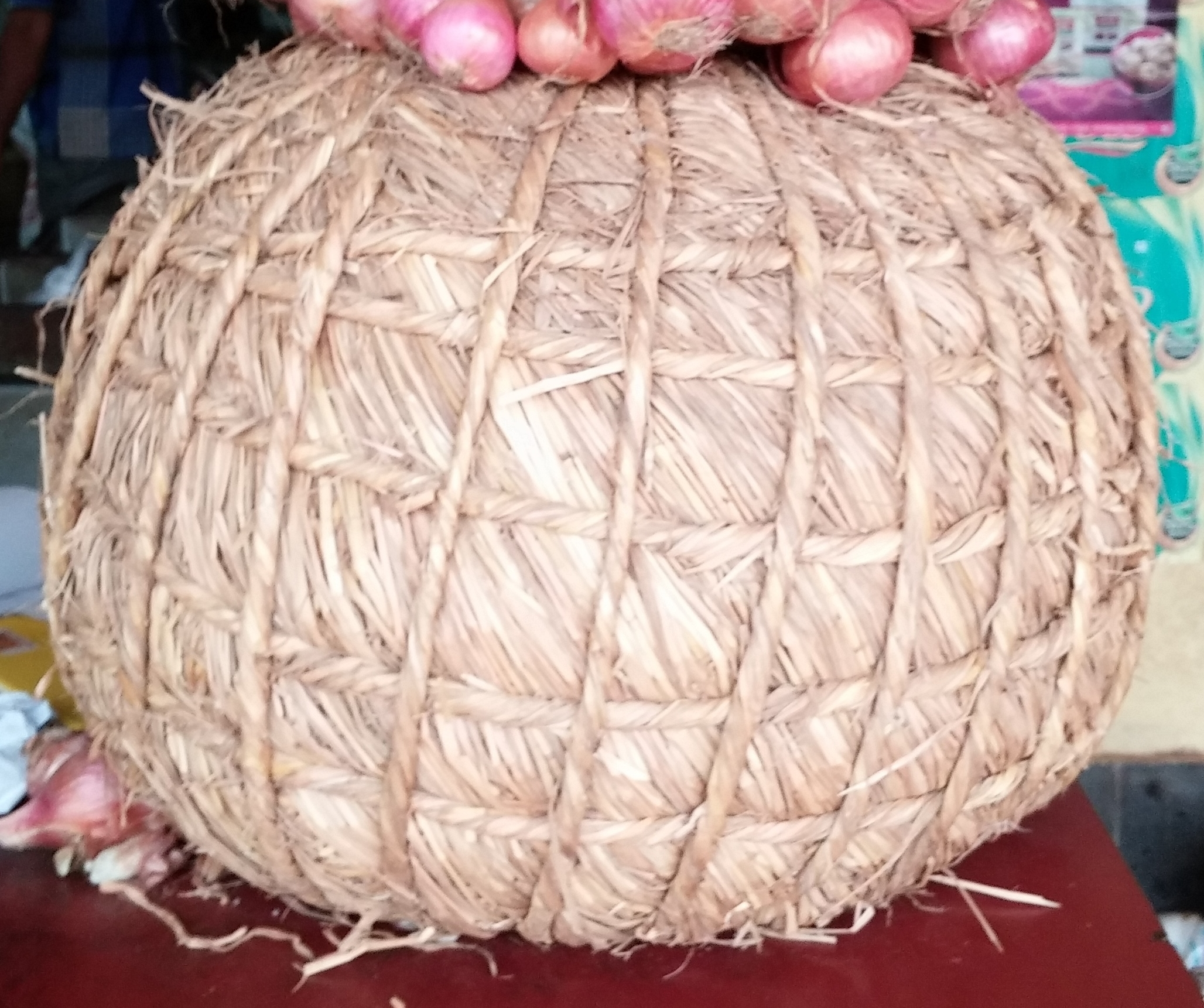
اولیایی در کارناتاکا که از علف ساخته شده‌است

طناب‌های اولیه توسط نی ساخته می‌شوند. طناب‌ها به گونه ای محکم شده‌اند که به صورت گرد به نظر می‌رسند و مورا نام دارند. بستن یک مورا در بالای دیگری یک ظرف گرد را می‌سازد.